# Nudaria yatungiae
Nudaria yatungiae là một loài bướm đêm thuộc phân họ Arctiinae, họ Erebidae.